# Лещівка
Лещі́вка (колишня назва Лащівка) — село в Україні, у Перегонівській сільській громаді Голованівського району Кіровоградської області. Населення становить 54 особи.

## Історія
В книзі Похилевича 1864 року «Сказання про населені місцевості Київської губернії» описано село Лебединку, де згадується Лещівка і вказано, що Лебединка село в 1 верстві нижче Табанового, по річці Ятрань. Всього мешканців разом з Лащівкою (в ориг. зап. так називається частина села, розташована нижче по річці) 696; землі 3402 десятини. Належить Вікентію Івановичу Сенковському. Церква Богородична, дерев'яна, 6 класу; землі має 45 десятин; збудована 1764 року; дзвіниця при ній кам'яна.

## Населення
Згідно з переписом УРСР 1989 року чисельність наявного населення села становила 171 особа, з яких 67 чоловіків та 104 жінки.
За переписом населення України 2001 року в селі мешкало 135 осіб.

### Мова
Розподіл населення за рідною мовою за даними перепису 2001 року:
| Мова       | Відсоток |
| ---------- | -------- |
| українська | 97,01 %  |
| молдовська | 1,49 %   |
| російська  | 1,49 %   |